# Großes Loch

Fortschritt der Baustelle im Oktober 2024

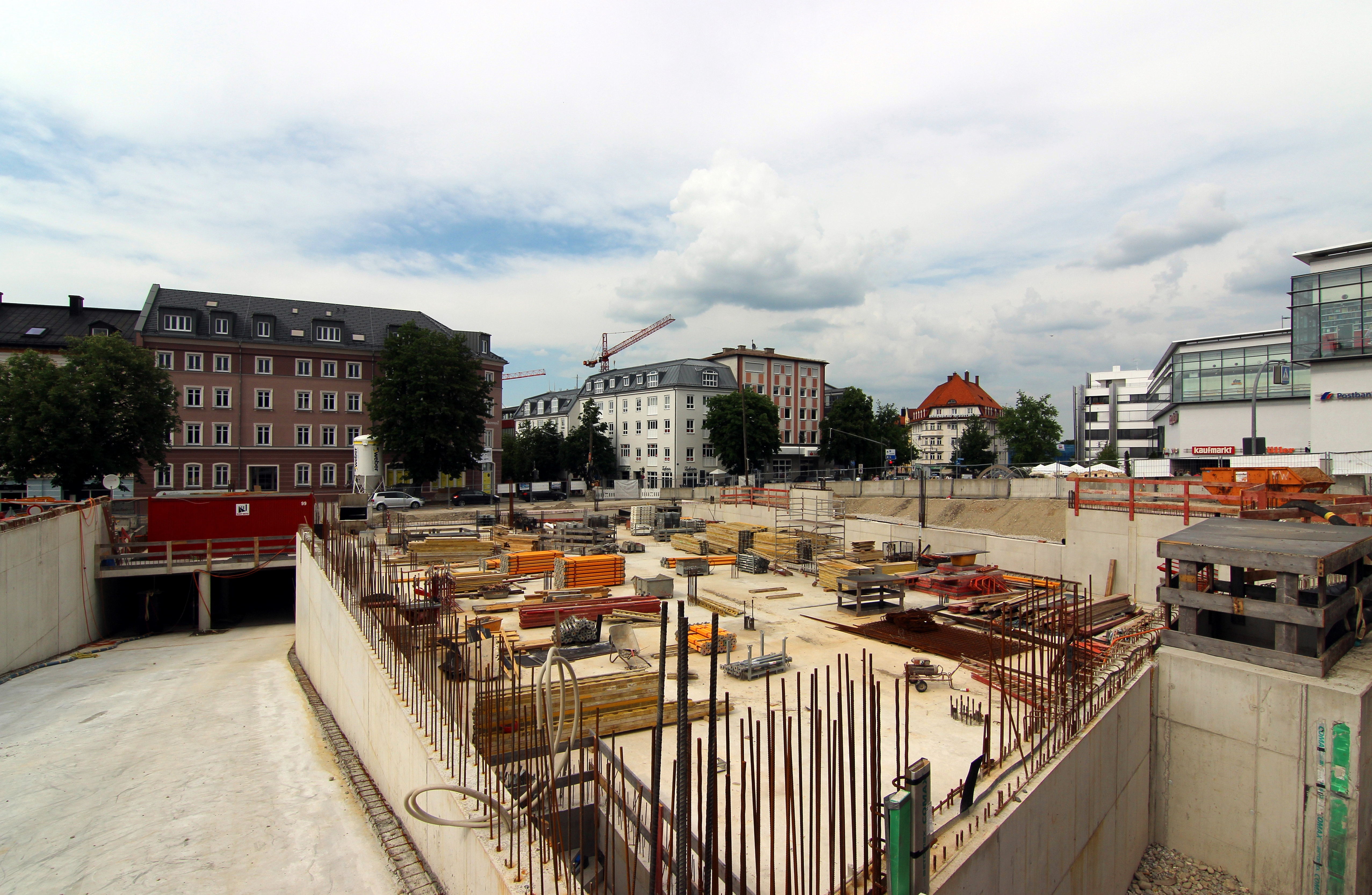
Zustand der Baustelle im Juni 2015

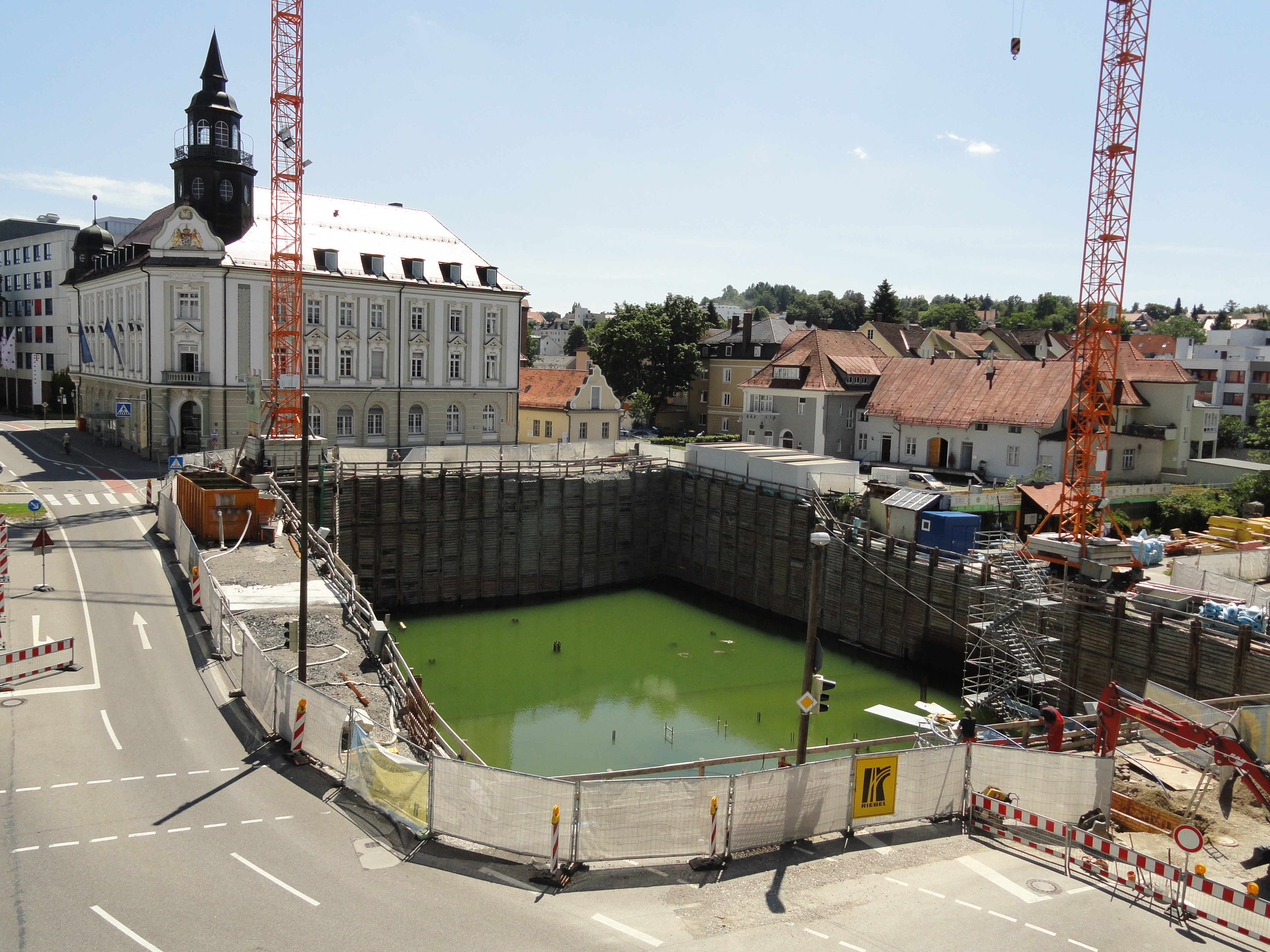
Zustand der Baugrube im Juli 2011

Das Große Loch (ursprünglich als August-Fischer-Haus geplant) ist eine Dauerbaustelle sowie ein Bauprojekt für ein Geschäftshaus in Kempten (Allgäu) mit veranschlagten Baukosten von 14 Millionen Euro. Die Fertigstellung war für den Herbst 2011 geplant. Nach einer Bauzeit von knapp einem Jahr wurden im Frühjahr 2011 die Bauarbeiten eingestellt. Bis zum Sommer 2015 befand sich dort eine 18 Meter tiefe, 37 Meter lange und 55 Meter breite Baugrube, die von der Bevölkerung und in den Medien als „das große Loch“ oder „Schandloch“ bezeichnet wird. Andere spöttische Bezeichnungen wie „Schwimmbad“ oder „erster innerstädtischer Baggersee“ waren wegen der starken Wasserflutung ebenso geläufig. Mittlerweile forderten einige die Zuschüttung, Enteignung oder Umnutzung des Grundstücks.
Im Sommer 2015 wurde in Eigenregie der Stadt Kempten die Tiefgarage fertiggestellt. Die Stadt setzte dafür Steuergelder in Höhe von rund drei Millionen Euro ein. Dieses Geld sollte durch eine Zwangsversteigerung oder Zwangsvollstreckung wieder in die Stadtkasse zurückgeholt werden. Die Baustellenabsicherung kostete die Stadt Kempten monatlich rund 10.000 Euro. Ende April 2017 kam es zu einer Übereinkunft zwischen Stadt und Gläubigern, damit steht dem Verkauf der Immobilie durch den Insolvenzverwalter nichts mehr im Weg.
Die Erben von August Fischer, dem ehemaligen Bürgermeister Kemptens, untersagten wegen der bisherigen Vorkommnisse den Bauherren angeblich die Nutzung des Namens für das Geschäftshaus und der Eigenname Großes Loch hatte sich in der Zwischenzeit eingebürgert.
Nach langem Hin und Her ging Anfang 2022 das Bauprojekt an einen neuen Projektplaner über. Der Hochbau an der ehemaligen Bauruine begann im Mai 2023 und war für eine Fertigstellung im Jahr 2025 ausgelegt. Das Richtfest wurde am 12. Juli 2025 gefeiert.

## Geplantes Bauwerk und Einzelhandelskonzept
Das viergeschossige Gebäude mit der Anschrift Bahnhofstraße 29 soll eine Nutzfläche von 7000 Quadratmetern und einen Glasturm zur Mozartstraße haben. Das auf 14 Millionen Euro veranschlagte Vorhaben sollte einen Einzelhandelsanteil von 700 bis zu 3000 Quadratmetern haben, obwohl laut Bebauungsplan der Stadt Kempten dort kein innenstadtrelevanter Einzelhandel genehmigungsfähig ist. Für eine Tiefgarage wurde das Erdreich 18 Meter tief ausgehoben und eine im Untergrund anstehende Felsrippe abgetragen.
Die Stadt Kempten hat ein Einzelhandelskonzept für die Innenstadt ausgearbeitet, das den Bereich vom direkt benachbarten Forum Allgäu (Einkaufszentrum) im Süden über die Fußgängerzone Fischerstraße bis zum Hildegardplatz mit der Basilika St. Lorenz und der Fürstäbtlichen Residenz im Norden umfasst. Außerhalb dieser festgelegten Zone ist innenstadtrelevanter Einzelhandel laut Stadtrecht nicht erlaubt. Obwohl sich in der Vorgängerbebauung an der Bahnhofstraße 29 in geringem Umfang Einzelhandel befand, genehmigt die Stadtverwaltung diesen im Neubau nicht mehr, weil sich das Grundstück außerhalb (Bebauungsplan Nr. 264 „Westlich Forum Allgäu“) der im Bebauungsplan festgelegten Zone befindet.

## Geschichte

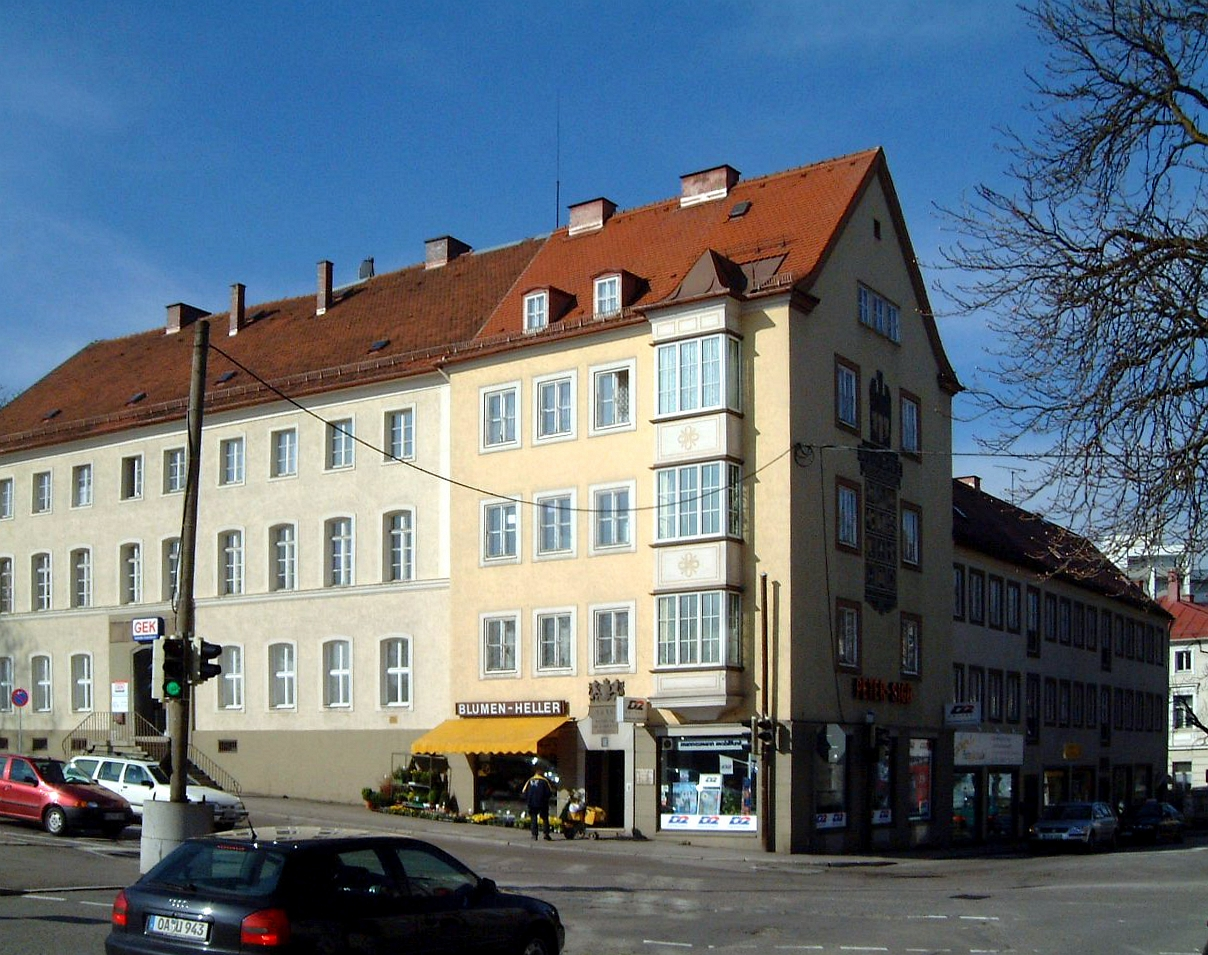
Ursprüngliche Bebauung, um 2000

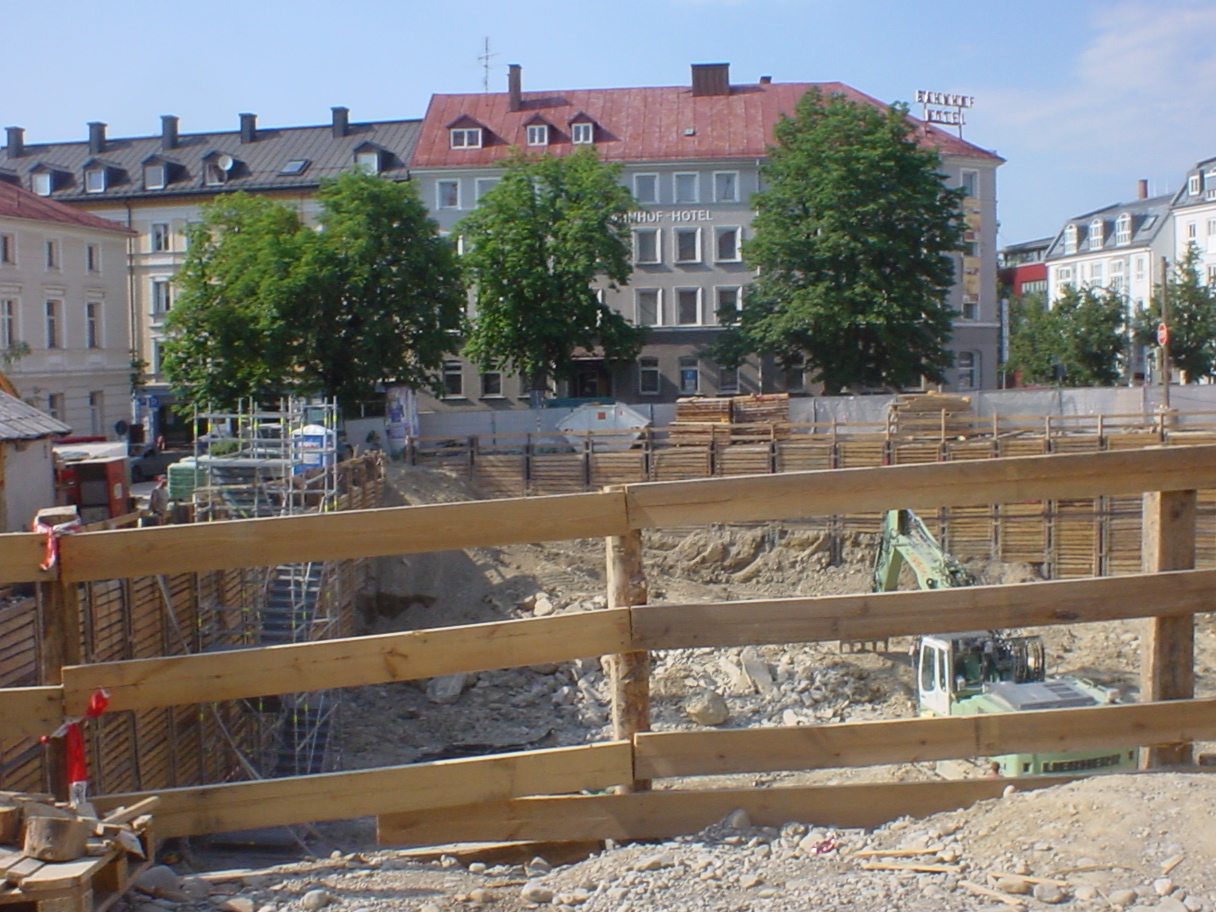
Fortgeschrittene Gründungsarbeiten im Jahr 2011

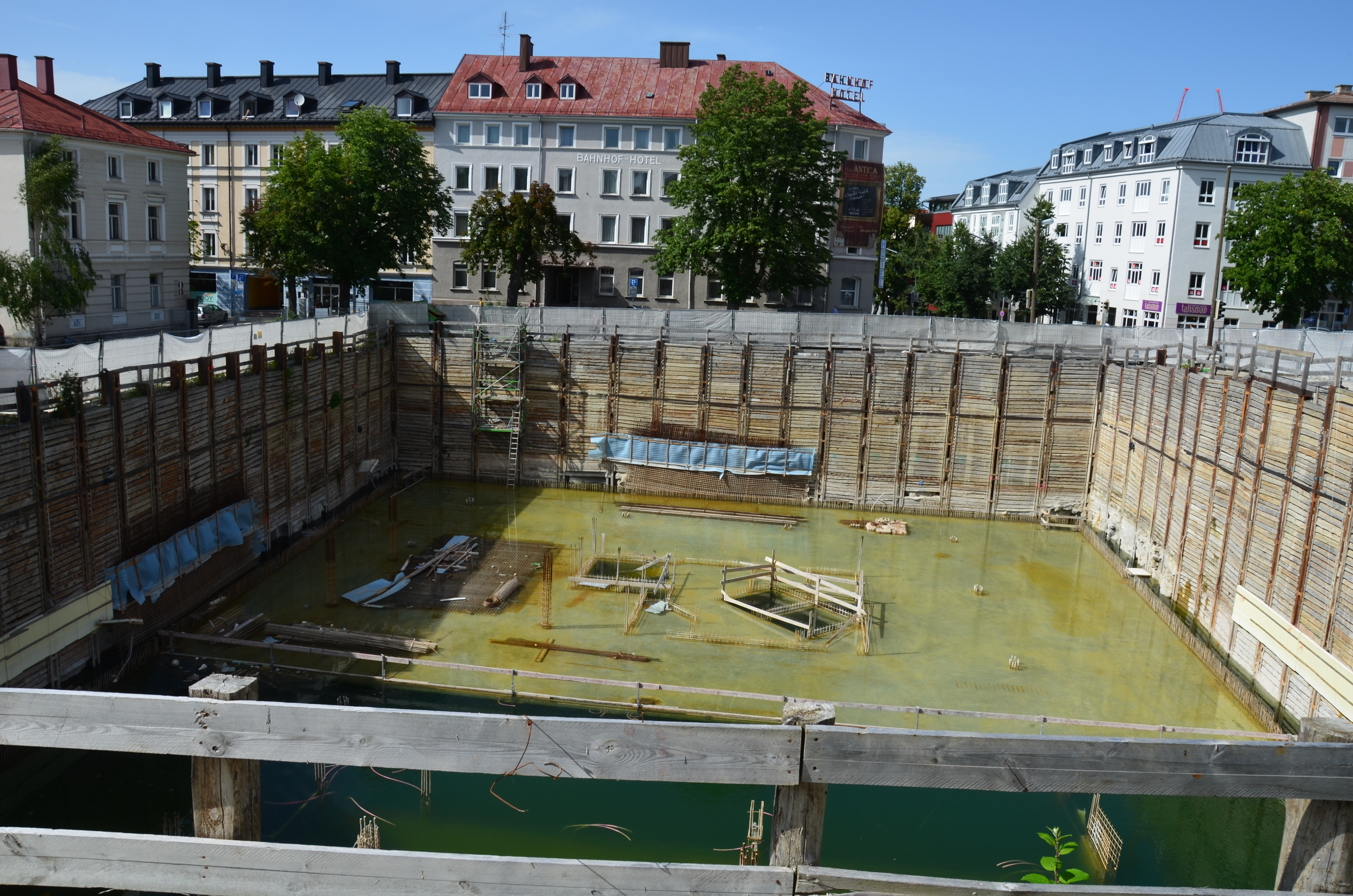
Zustand im Juli 2012

### Vorentwicklung
Bauherr des Projekts ist die Ritter & Kyburz GbR aus der Schweiz. Die Bauherren erwarben das Gebäude samt Grundstück von der Allianz SE. Erste Gespräche fanden im Jahr 2007 statt, nach weiteren Gesprächen hat im August 2009 der Bauausschuss den ersten Antrag (ohne Einzelhandel) genehmigt. Am 1. April 2010 wurde die Abbruchgenehmigung für die bisherige Bebauung erteilt. Der Abriss begann direkt danach; die beiden Gebäude, der Allgäuer Hof aus der Mitte des 19. Jahrhunderts und das Allianz-Haus von 1950, wurden innerhalb weniger Wochen von der Bauunternehmung Geiger Unternehmensgruppe abgebrochen. Im Mai wurde mit dem Bau des Geschäftshauses begonnen. Im Sommer 2010 reichte die Gesellschaft bürgerlichen Rechts eine Normenkontrollklage beim Bayerischen Verwaltungsgerichtshof ein, damit der Bebauungsplan „Westlich Forum Allgäu“, in dem sich das Grundstück befindet und der Einzelhandel ausgeschlossen ist, aufgehoben wird.

### Konflikt
Im Frühjahr 2011 kamen die Baumaßnahmen nach dem Aushub der Baugrube für die Tiefgarage zum Erliegen. Es kamen Gerüchte auf, dass die Bauherren nicht mehr zahlungsfähig seien, auch weil Arbeiter keinen Lohn erhielten. Die Kemptener Stadtverwaltung wies die Schuld am Baustillstand von sich, da die Bauherren keine Einzelhandelsnutzung beantragt hatten und diese von vornherein wegen des Bebauungsplanes ausgeschlossen war. Im Frühherbst 2011 wurde das letzte Baugerät, ein Hochbaukran, demontiert.
Im Januar 2012 wurden unterschiedlich ausgeprägte Risse an benachbarten Gebäuden, wie zum Beispiel an der Alten Post (Sozialbau) dokumentiert. Wege entlang der Baugrube senkten sich ab, anliegende Fertiggaragen verschoben sich. Die TU München prüfte die Wintertauglichkeit der offenen Baugrube. Einen Monat später wurde die Baustelle durch die Stadtverwaltung notgesichert, die Arbeiten (Betonleitwände), wie auch bald folgende Gutachten- und weitere Sicherungsarbeiten, wurden dem Grundstückseigentümer in Rechnung gestellt. Im selben Monat ließen die Bauherren Dämmungen an dem Verbau und Strömungspumpen wegen des nachfließenden Grundwassers installieren. Das Einfrieren des Wassers im Winter sollte so verhindert werden, um Frostschäden an den Fundamenten zu vermeiden.

### Normenkontrollklage und Gerichtsentscheidung
Der ursprüngliche Termin zur Normenkontrollklage beim Verwaltungsgerichtshof im Sommer 2012 scheiterte, weil die Investoren einen neuen Schriftsatz einreichten. Später wurde mit dem Abpumpen des Wassers aufgehört, die Grube lief seitdem wieder mit Wasser voll.
Ende November 2012 fand der nächste Gerichtstermin statt; das Gericht erklärte den bestehenden Bebauungsplan in Teilen für unwirksam. Die Stadtverwaltung erhielt dennoch die Möglichkeit, einen neu formulierten Bebauungsplan zu erstellen, um weiterhin an der Stelle des August-Fischer-Hauses jeglichen innenstadtrelevanten Einzelhandel zu verbieten. Anfang 2013 schlugen die Investoren eine Verkleinerung der Einzelhandelsflächen im geplanten Bau vor, was zu keiner Änderung der städtischen Haltung führte.

### Statik und Baustellensicherung
Gutachter der TU München stellten im Mai 2013 statische Mängel an der Baugrube fest; ein größerer Sicherheitsraum sei erforderlich. Die Bauverwaltung Kemptens begann kurze Zeit darauf, Straßen teilweise zu sperren und den Schwerlastverkehr umzuleiten, um so die Sicherheitszone um das „einsturzgefährdete“ Loch zu vergrößern. Ein Problem stellte angeblich der Berliner Verbau dar, dessen Verankerungsköpfe, die tief in den Boden reichen, nur eine bestimmte Haltungsdauer haben. Die Stadt entzog die Sondernutzungserlaubnis für die Ankerköpfe, da sie in öffentliches Erdreich eingebracht sind. Zwischenzeitlich sahen einige Bürger die Stadtverwaltung als Schuldige für die Misere an, mutmaßten sogar, dass die Firma Feneberg Lebensmittel hier beteiligt ist, der teilweise das benachbarte Einkaufszentrum Forum Allgäu gehört.
Ein Gutachten der Investoren bewies im Juni 2013 die statische Unsicherheit; weitere Sicherungsmaßnahmen wurden dennoch nicht beauftragt. Ab Mitte Juni 2013 verkündete die Stadtverwaltung, dass für jeglichen Schwerlastverkehr – öffentlicher Nahverkehr eingeschlossen – die Straßen um die Baugrube nicht mehr zu befahren sind. Der Schwerlastverkehr wurde vorübergehend über Seitenstraßen umgeleitet.
Die Sicherungsmaßnahmen samt Gutachten kosteten die Stadtverwaltung bis zum Juli 2013 insgesamt 175.000 Euro.
Im selben Monat gaben die Investoren bekannt, dass sie ihr Büro von Kempten in die Bundeshauptstadt Berlin verlegt haben. Grund hierfür seien Drohungen, Drohanrufe und Beschädigungen von Fahrzeugen der Investoren durch Unbekannte.
Am 1. August wurde ein verbesserter Bebauungsplan verabschiedet, der weiterhin innenstadtrelevanten Einzelhandel an der Baugrubenstelle verbietet. Wenige Tage später wurden die durch die Stadtverwaltung veranlassten Sicherungsmaßnahmen beendet. Der Berliner Verbau wurde durch ein Kopfzugband gesichert, der im Juni ausgeschlossene Schwerlastverkehr wurde um die Baugrube wieder teilweise genehmigt, damit konnten auch Stadtbusse wieder ihre gewöhnlichen Routen befahren.

### Zwangsverwalter, Gerichtsprozesse und Insolvenzverfahren
Im Herbst 2013 bestellte das Amtsgericht Kempten einen Zwangsverwalter für das Grundstück. Mit diesem Beschluss ging die Verfügungsgewalt der GbR weitgehend auf den Zwangsverwalter über, möglich wäre hierbei, dass dieser den Weiterbau beauftragt. Im Dezember 2013 waren die Investoren aus der Schweiz unter keiner deutschen Adresse auffindbar, auch das im Juli 2013 eingerichtete Büro in Berlin war nicht mehr unter den Namen der Investoren zu finden.
Bei einer Gerichtsverhandlung am 5. Juni 2014 beantragten die Schweizer Kläger die Aussetzung aller neun Verfahren, die sie selbst einleiteten, und rügten das Gericht wegen Befangenheit. Beide Einwände der Schweizer wurden abgelehnt, letzterer wurde sogar als „rechtsmissbräuchlich“ bezeichnet. Bei einer weiteren Verhandlung im Juli sollen verschiedene Gutachter zur Statik der Baustelle angehört werden. Des Weiteren will die Stadt Kempten die 600.000 Euro, welche für die Baustellensicherung ausbezahlt wurden, von den Bauherren rückwirkend gerichtlich vollstrecken lassen, da diese laut Angaben der Stadt ihrer Sicherheitsverpflichtung gegenüber der Öffentlichkeit nach mehreren Aufforderungen nicht nachkamen.
Die nächste Gerichtsverhandlung gegen Ende Juli 2014 kam auch zu keinem Urteil oder Übereinkommen. Insbesondere ist unklar, wie die Stadt Kempten an das vorgestreckte Geld für die Baugrubensicherung gelangt. Anfang Juli 2014 kam heraus, dass die Stadt Kempten unter Einverständnis des Anwalts der Investoren die Tiefgarage fertigstellen soll. Die Stadt stellte hierfür 2 Millionen Euro zur Finanzierung, die im Grundbuch gesichert sind. Mit Beschluss des Amtsgerichts Kempten (Allgäu) vom 3. Mai 2016 wurde das Insolvenzverfahren eröffnet und nach mehrjährigen Ermittlungen ein Insolvenzverwalter bestellt.

## Wirkung in der Öffentlichkeit
Neben einem inoffiziellen Facebook-Auftritt des Baulochs erschien in der Süddeutschen Zeitung ein Artikel über das Bauprojekt, in dem es mit der Hamburger Elbphilharmonie und dem Flughafen Berlin Brandenburg verglichen wurde. Das Bayerische Fernsehen berichtete in der Abendschau – Der Süden im Mai 2013 über die Baugrube sowie über den Konflikt. Derselbe Fernsehsender griff im Rahmen einer Reportage einen Monat später im Magazin quer den emotional aufgeladenen Konflikt zwischen der Stadtverwaltung und dem Investor erneut auf. Im März 2017 gab es zu dem fragwürdigen 10-jährigen Jubiläum wieder einen Bericht im Magazin quer, dass die Aussichtslosigkeit rund um das Loch thematisiert hat, so war beispielsweise der Oberbürgermeister Thomas Kiechle (CSU) zu keiner Stellungnahme bereit.
Immer wieder berichtet die lokale Tageszeitung Allgäuer Zeitung über die Vorkommnisse, gleiches gilt für das Wochenblatt Kreisbote. Die Kommentare in den Online-Publikationen der Zeitungen sind der Stadtverwaltung gegenüber vor allem kritisch.
Die Stadtverwaltung berichtet tagesaktuell über die Neuigkeiten um die Baugrube auf der städtischen Facebook-Seite und der eigenen Internetpräsenz.
Am 1. April 2019 griff Allgäu TV in den Nachrichten das Thema auf, um mit satirischen Mitteln für Verwirrung und Lacher zu sorgen („Neues vom Kemptner Loch: Seltener Salamander sorgt für Planänderung“). Die beiden Schauspieler Norman Graue und Nadine Schneider, welche als Gründer und Mitglieder der Improvisationstheatergruppe „Die Wendejacken“ bekannt sind, verkörperten hierbei Dr. Gerold Wilmersbacher vom Landesbund für Naturschutz und die Amtsleiterin vom Staatlichen Bauamt München Katharina Borgmann, die aufgrund des Fundes einer seltenen Salamanderart einen Baustopp erreichen wollen.